# Óscar Hernández
Óscar Hernández Pérez (ur. 10 kwietnia 1978 w Barcelonie) – hiszpański tenisista, zwycięzca dziesięciu turniejów singlowych ATP Challenger Tour i jednego ATP World Tour w deblu.

## Kariera tenisowa
Praworęczny i wykonujący jednoręczny backhand Hernández zawodową karierę rozpoczął w 1998 roku, a trwała ona do lipca 2010 roku, kiedy po przejściu operacji na przepuklinę dysku postanowił zakończyć swoje zawodowe starty w cyklu ATP. Do jego najlepszych wyników zalicza się w grze pojedynczej zwycięstwo w dziesięciu zawodach kategorii ATP Challenger Tour. W grze podwójnej Hiszpan w lutym 2007 roku zwyciężył w imprezie kategorii ATP World Tour w Viña del Mar, partnerując Paulowi Capdeville’owi. W finale para pokonała 4:6, 6:4, 10–6 Alberta Montañésa i Rubéna Ramíreza Hidalga. Ponadto we wrześniu 2004 roku Hernández awansował wspólnie z José Acasuso do finału turnieju w Bukareszcie.
Łącznie Hiszpan w grze pojedynczej zagrał w 190 meczach rangi ATP World Tour z których wygrał 65, a w grze podwójnej zwyciężył w 31 pojedynkach na 95 rozegranych. Jego zarobki na kortach sięgnęły blisko kwotę dwóch milionów dolarów.
Najwyżej sklasyfikowany w rankingu singlistów Hernández był na 48. miejscu w październiku 2007 roku, z kolei w zestawieniu deblistów we wrześniu 2004 na 90. pozycji.

### Finały w turniejach ATP World Tour
| Legenda                                      |
| -------------------------------------------- |
| Wielki Szlem                                 |
| Igrzyska olimpijskie                         |
| Tennis Masters Cup / ATP Finals              |
| ATP Masters Series / ATP Tour Masters 1000   |
| ATP International Series Gold / ATP Tour 500 |
| ATP International Series / ATP Tour 250      |

#### Gra podwójna (1–1)
| Końcowy wynik | Nr | Data             | Turniej      | Nawierzchnia | Partner         | Przeciwnicy                           | Wynik finału   |
| ------------- | -- | ---------------- | ------------ | ------------ | --------------- | ------------------------------------- | -------------- |
| Finalista     | 1. | 19 września 2004 | Bukareszt    | Ceglana      | José Acasuso    | Lucas Arnold Ker Mariano Hood         | 6:7(5), 1:6    |
| Zwycięzca     | 1. | 4 lutego 2007    | Viña del Mar | Ceglana      | Paul Capdeville | Albert Montañés Rubén Ramírez Hidalgo | 4:6, 6:4, 10–6 |

### Osiągnięcia w turniejach Wielkiego Szlema (gra podwójna)
| Turniej          | 2004  | 2005  | 2006  | 2007  | 2008  | 2009  | 2010  | Wygrane turnieje | Bilans w turnieju |
| ---------------- | ----- | ----- | ----- | ----- | ----- | ----- | ----- | ---------------- | ----------------- |
| Australian Open  | 3R    | –     | –     | –     | 1R    | 1R    | 1R    | 0 / 4            | 2-4               |
| French Open      | –     | 1R    | –     | –     | 1R    | 1R    | 1R    | 0 / 4            | 0-4               |
| Wimbledon        | –     | –     | –     | 1R    | 1R    | 1R    | 1R    | 0 / 4            | 0-4               |
| US Open          | –     | –     | –     | 1R    | 1R    | 2R    | –     | 0 / 3            | 1-3               |
| Wygrane turnieje | 0 / 1 | 0 / 1 | 0 / 0 | 0 / 2 | 0 / 4 | 0 / 4 | 0 / 3 | 0 / 15           | N/A               |
| Bilans spotkań   | 2-1   | 0-1   | 0-0   | 0-2   | 0-4   | 1-4   | 0-3   | N/A              | 3-15              |